# Letònia Jove
Letònia Jove (en letó: Jaunā Latvija) fou un gran partit polític d'extrema dreta letó. Va existir des del 15 d'agost de 1933 al 17 d'agost de 1943.